# 阿什拉夫·马尔万
阿什拉夫·马尔万（阿拉伯语： أشرف مروان，1944年2月2日—2007年6月27日），埃及商人和以色列間諜，前埃及總統贾迈勒·阿卜杜-纳赛尔的女婿，在英國倫敦取得經濟學博士學位。

## 生平
出生於1944年2月2日，阿什拉夫·马尔万在大學畢業後擔任埃及總統纳赛尔的助手，並認識了纳赛尔第三女莫娜。他們兩人在1966年結婚，婚後马尔万服完兵役，他躋身上流社會，可是他對此並不滿意，要求前往英國倫敦深造，纳赛尔總統亦同意他這要求。
雖然马尔万在英國受到埃及特工嚴密的監視，但他還是另結新歡，纳赛尔得悉此事後震怒不已，要求莫娜跟他離婚但被拒，於是便命令马尔万回到埃及，只能在繳交論文時才能去英國，马尔万感到被纳赛尔羞辱了，於是打算報復。由於駙馬的特殊身份，他代表埃及跟穆斯林世界各國外交會談，聯絡了科威特、沙烏地阿拉伯等國，表面上看起來忠誠不二，事實上他已經成為諜報人物。
1969年他在英國交了論文後，主動向以色列駐英國大使館表示能替以方工作，但最初沒有被當作一回事。數天後，以色列情報特務局（摩薩德）官員接觸马尔万，而他亦遞上一份埃及機密文件。马尔万索價高昂，要求每次聯繫都要5萬鎊。摩薩德要求马尔万呈上一份機密文件，以證明他是替以色列工作，而他亦在1970年呈上一份埃蘇會談的會議紀錄文件。此後，所有聯絡都由马尔万主動安排，只要他有事項報告，就會打電話給中間人，然後摩薩德會派人飛到倫敦，確定沒有人跟蹤後才到安全屋與马尔万會面。
新總統穆罕默德·安瓦爾·薩達特上任後，马尔万成了幕僚長，晉身成為國家要員。縱使马尔万提供了大量正確的情報，也有失誤的時候。1973年4月，马尔万警告摩薩德，表示埃及和敘利亞會在5月15日發動突擊，這使以色列馬上動員和高度戒備，但結果沒有發生，以色列為此調兵遣將，認真佈署，付出約3,500萬美元代價。马尔万最後一人之下，萬人之上，還身兼情报部长、埃及安全部队司令與阿拉伯兵工公司董事长。
1973年10月5日凌晨，摩薩德情報員接到電話，马尔万向該情報員說出暗號，摩薩德局長兹维·扎米尔得知後立即啟程前往倫敦。兩人在安全屋會談結束後，扎米尔欲發急電回以色列，但大使館沒有電報員，於是打電話回以色列，在電話中以暗號傳達今天會開戰的訊息。埃及和敘利亞希望突襲以色列，只要計劃不曝光，戰勝的機會就很大。然而這份報告並沒有得到軍方的正視，他們根本不相信會有戰爭。10月6日早上召開的特別內閣會議決定只動員部份軍隊，到了下午2時，贖罪日戰爭正式爆發，比起马尔万提供的時間早了四小時。由於這幾次事件，使人質疑這位間諜會否是雙面間諜。
马尔万在贖罪日戰爭的角色非常重要，而他的真正身份多年來不斷被猜測。2002年，以色列裔、在倫敦工作的歷史學家阿伦·布雷格曼在他的新書中揭露贖罪日戰爭的以色列神秘線人的身份，他沒有直接透露马尔万的姓名，卻在文字中明示了他是總統女婿的身份，是雙面間諜，也為埃及做事。他的指控被大眾取笑，於是于以還擊，公開說出阿什拉夫·马尔万的名字，但他只欠缺證據證明他言論。2004年，前以色列少將伊萊·泽拉在電視上公開表示马尔万是埃及的雙面間諜，向以色列發放假情報。扎米尔嚴厲責斥泽拉的言論，之後埃及總統穆罕默德·胡斯尼·穆巴拉克接見了马尔万，表示马尔万有雙面間諜的可能性。摩薩德和以色列軍事情報局分別成立了專責調查會，均一致認定马尔万並非雙面間諜。泽拉於是向法院控告扎米尔，法院在2007年6月宣判马尔万並非雙面間諜。
贖罪日戰爭後，马尔万開始在商業上發展其事業，把錢投資在不同項目上，除了他私下販賣軍火之外，他也買下英格蘭足球會部份股權等。
2007年6月27日，马尔万倒斃在英國倫敦卡尔顿府联排家中陽台下的人行道，調查指他是從高處墮下致死，倫敦警察廳相信這是一宗謀殺案。是因為案件中的關鍵證物——他的鞋子遺失了，鞋子能顯示是自殺還是他殺。一名住在附近大廈的證人表示他看到马尔万墮下後，有「兩名穿著西裝和地中海外貌的男人」曾在陽台出現，不久便離開了。
他在埃及的葬禮由埃及最高宗教領袖主持，總統穆巴拉克之子和情報局局長奥马尔·苏莱曼亦有出席。